# Liste von Kryptowährungen
Die Liste von Kryptowährungen gibt einen Überblick über die 35 handelbaren Kryptowerte mit der größten Marktkapitalisierung und ihren Eigenschaften. Die Website Coinmarketcap, die zum Kryptohandelsplatz Binance gehört, listet rund 10.000 Kryptowerte mit einer Gesamtmarktkapitalisierung von ca. 2,4 Billionen Euro. Es werden ausschließlich solche digitalen Vermögenswerte betrachtet, die als Coins oder Tokens ausgegeben werden und für die aktuelle Kurs- sowie Marktkapitalisierungsdaten vorliegen.

## Top-35-Kryptowährungen
Stand: 22. Juni 2025 
| Rang | Währung           | Symbol    | Start                                              | Marktkapi-talisierung | Anteil | Mining  | Eigenschaften |
| ---- | ----------------- | --------- | -------------------------------------------------- | --------------------- | ------ | ------- | --- |
| 1    | Bitcoin           | BTC / XBT | 2009                                               | 2043 Mrd. Euro        | 64,8 % | SHA-256 | Max. Blockgröße: 1 MB, setzt auf „Off-Chain“-Skalierung via Lightning-Netzwerk Blocktime: 10 min. |
| 2    | Ethereum          | ETH       | 2015                                               | 274 Mrd. Euro         | 8,7 %  | Ethash  | Erweiterte Funktionen wie Smart Contracts; Smart-Contract-Sprache: Solidity |
| 3    | Tether            | USDT      | 2015                                               | 155 Mrd. Euro         | 4,9 %  | nein    | Stablecoin, der 1:1 zum US-Dollar gehandelt wird. |
| 4    | Ripple            | XRP       | 2012                                               | 122 Mrd. Euro         | 3,9 %  | nein    | In seiner endgültigen Ausbaustufe soll Ripple ein verteiltes Peer-to-Peer-Zahlungsverfahren sowie ein Devisenmarkt sein.                                                                                              |
| 5    | Binance Coin      | BNB       | 2017                                               | 89 Mrd. Euro          | 2,8 %  | nein    | Kryptowährung der Börse Binance. |
| 6    | Solana            | SOL       | 2020                                               | 71 Mrd. Euro          | 2,2 %  | nein    | Solana ist quelloffen und dezentralisiert, wobei der Konsens durch Proof of Stake und Proof of History erreicht wird.                                                                                                 |
| 7    | USD Coin          | USDC      | 2018                                               | 61 Mrd. Euro          | 1,9 %  | nein    | Stablecoin, der 1:1 zum US-Dollar gehandelt wird. |
| 8    | Tron              | TRX       | 2017                                               | 25 Mrd. Euro          | 0,8 %  | nein    | Proof-of-Stake Coin, der durch 3 verschiedene Arten verdient werden kann. Voten eines Super Representative, eine Super Representative Candidate Node laufen lassen oder eine Super Representative Node laufen lassen. |
| 9    | Dogecoin          | DOGE      | 2013                                               | 23 Mrd. Euro          | 0,7 %  | Scrypt  | Ursprünglich als lustige, unbeschwerte Kryptowährung gedacht, die über das Bitcoin-Kernpublikum hinaus größere Anziehungskraft haben sollte, da sie auf einem Hundememe basiert.                                      |
| 10   | Cardano           | ADA       | 2017                                               | 19 Mrd. Euro          | 0,6 %  | nein    | Skalierbare Plattform der dritten Generation für Kontrakte und Werte. Ohne Mining, da Konsens durch Proof-of-Stake. Smart-Contract-Sprache: Plutus (Haskell-artig), seit 2019 aus dem Betastadium.                    |
| 11   | Hyperliquid       | HYPE      | 2024                                               | 11 Mrd. Euro          | 0,4 %  |         | DEX-Token auf HyperEVM für skalierbaren Derivate-Handel mit hoher Transaktionsgeschwindigkeit. |
| 12   | Bitcoin Cash      | BCH       | 2017                                               | 9 Mrd. Euro           | 0,3 %  | SHA-256 | Fork von Bitcoin, max. Blockgröße: 8 MB, setzt auf „On-Chain“-Skalierung, Blocktime: 10 min. |
| 13   | Sui               | SUI       | 2023                                               | 8,7 Mrd. Euro         | 0,28 % |         | Layer-1-Blockchain mit paralleler Transaktionsverarbeitung und Move-Programmiersprache für Skalierbarkeit. |
| 14   | UNUS SED LEO      | LEO       | 2019                                               | 8,3 Mrd. Euro         | 0,26 % | nein    | Utility Token, das im gesamten iFinex-Ökosystem verwendet wird. Der ungewöhnliche Name basiert auf einem lateinischen Zitat aus einer Fabel von Äsop.                                                                 |
| 15   | Chainlink         | LINK      | 2017                                               | 8,1 Mrd. Euro         | 0,26 % | nein    | Chainlink basiert auf Ethereum und verbindet die „reale“ Welt durch sogenannte Oracles mit der Welt der Smart Contracts.                                                                                              |
| 16   | Stellar           | XLM       | 2014 im XRP-Protokoll, seit 2015 eigenes Protokoll | 7,4 Mrd. Euro         | 0,23 % | nein    | Stellar ist ein Open-Source-Protokoll für den Geldwechsel. |
| 17   | Avalanche         | AVAX      | 2020                                               | 7,1 Mrd. Euro         | 0,23 % | nein    | Dachplattform zur Einführung von dezentralisierten Finanzanwendungen (DeFi), Finanzanlagen, Handel und anderen Dienstleistungen.                                                                                      |
| 18   | Toncoin           | TON       | 2019                                               | 7,0 Mrd. Euro         | 0,22 % |         | Proof-of-Stake-Blockchain von Telegram mit Sharding für hohe Skalierbarkeit und schnelle Zahlungen. |
| 19   | Shiba Inu         | SHIB      | 2020                                               | 6,4 Mrd. Euro         | 0,20 % |         | Der Shiba-Inu-Coin basiert im Gegensatz zum Dogecoin auf der Ethereum-Blockchain und ist ein sogenannter ERC-20-Token.                                                                                                |
| 20   | Litecoin          | LTC       | 2011                                               | 6,2 Mrd. Euro         | 0,20 % | Scrypt  | Alternative und schnellere Weiterentwicklung von Bitcoin, Blocktime: 2,5 min. |
| 21   | Monero            | XMR       | 2014                                               | 5,7 Mrd. Euro         | 0,18 % | RandomX | Fokus auf Privatsphäre und Fungibilität durch Ring-Signaturen, einstellbares Mixing der Geldströme auf der Blockchain, Blocktime: 2 min.                                                                              |
| 22   | Hedera            | HBAR      | 2019                                               | 5,7 Mrd. Euro         | 0,18 % |         | Hashgraph-Konsens für schnelle, günstige Transaktionen mit dezentralem Unternehmensrat. |
| 23   | Ethena USDe       | USDe      | 2024                                               | 5,6 Mrd. Euro         | 0,18 % |         | Synthetischer Stablecoin auf Ethereum mit Delta-Hedging-Mechanismus, bankenunabhängig. |
| 24   | Dai               | DAI       | 2019                                               | 5,3 Mrd. Euro         | 0,17 % | nein    | Dezentralisiertes und mit Sicherheiten unterlegtes Protokoll, das es jedem überall auf der Welt erlaubt, Dai zu erzeugen, und auf Sicherheit, Transparenz und Vertrauen abzielt.                                      |
| 25   | Polkadot          | DOT       | 2017                                               | 5,2 Mrd. Euro         | 0,17 % | nein    | Durch Polkadot können verschiedene Blockchains Nachrichten auf sichere und vertrauenswürdige Weise untereinander austauschen.                                                                                         |
| 26   | Bitget Token      | BGB       | 2021                                               | 4,9 Mrd. Euro         | 0,16 % | nein    | Token der Börse Bitget.com auf ERC-20 Basis. |
| 27   | Uniswap           | UNI       | 2018                                               | 4,0 Mrd. Euro         | 0,13 % | nein    | Dezentralisiertes Handelsprotokoll zur Erleichterung des automatisierten Handels mit dezentralisierten Finanz-Token (DeFi)                                                                                            |
| 28   | Pepe              | PEPE      | 2023                                               | 3,9 Mrd. Euro         | 0,12 % |         | |
| 29   | Pi                | PI        |                                                    | 3,8 Mrd. Euro         | 0,12 % |         | |
| 30   | Aave              | AAVE      | 2020                                               | 3,5 Mrd. Euro         | 0,11 % |         | DeFi-Kreditprotokoll mit Flash Loans und Liquiditätspools auf Ethereum. |
| 31   | OKB               | OKB       | 2018                                               | 3,0 Mrd. Euro         | 0,10 % | nein    | Token der Börse Okex.com auf ERC-20 Basis. |
| 32   | Bittensor         | TAO       | 2021                                               | 2,8 Mrd. Euro         | 0,09 % |         | |
| 33   | Aptos             | APT       | 2022                                               | 2,6 Mrd. Euro         | 0,08 % |         | Layer-1 mit BFT-Konsens und Move-Sprache für hohe Geschwindigkeit. |
| 34   | Cronos            | CRO       | 2018                                               | 2,6 Mrd. Euro         | 0,08 % | nein    | Token der Börse Crypto.com. |
| 35   | Internet Computer | ICP       | 2020                                               | 2,5 Mrd. Euro         | 0,08 % |         | |

## Weitere Kryptowährungen
Stand: 22. Juni 2025 
| Rang | Währung     | Symbol | Start     | Mining                  | Eigenschaften |
| ---- | ----------- | ------ | --------- | ----------------------- | --- |
| -    | Nxt         | Nxt    | 2013      | nein                    | |
| 276  | Nano        | XNO    | 2014      | nein                    | |
| 163  | Dash        | DASH   | 2014      | X11                     | Fokus auf Privatsphäre. Transaktionen sind nicht komplett öffentlich. Netzwerk besteht aus sogenannten Masternodes. Für den Betrieb eines Masternodes sind 1000 Dash notwendig und man erhält einen Teil der Netzwerkgebühr für den Betrieb. |
| -    | OneCoin     |        | 2014      | nein                    | Keine Blockchain, ca. 4 Milliarden US-Dollar Marktkapitalisierung, illegales Schneeballsystem, Betrugssystem, Verbreitung durch BaFin in Deutschland untersagt. |
| 381  | Verge       | XVG    | 2014      | ja                      | |
| 535  | NEM         | XEM    | 2015      | nein                    | Zweischichtige Blockchain, in Java geschrieben. Enthält verschlüsseltes P2P-Nachrichtenübermittlungssystem und ein Eigentrust++-Reputationssystem. Wird mit Proof-of-Importance „geerntet“. Die Wichtigkeit wird dabei bestimmt durch die Anzahl der Münzen, die einer besitzt, und die Anzahl der mit dessen Brieftasche verbundenen Transaktionen. |
| 87   | Zcash       | ZEC    | 2016      | Equihash                | Fokus auf Privatsphäre durch Non-interactive zero-knowledge proofs (zk-SNARKs). |
| 96   | Iota        | MIOTA  | 2016      | nein                    | Internet-der-Dinge-Zahlungssystem ohne Blockchain |
| 120  | NEO         | NEO    | 2016      | nein                    | Proof of Stake kompatibel (5 %) |
| 435  | Steem       | Steem  | 2016      | nein                    | |
| 282  | Waves       | WAVES  | 2016      | Proof of Stake          | |
| -    | Bitconnect  | BCC    | 2016      |                         | ca. 2,6 Milliarden US-Dollar Marktkapitalisierung, Ponzi-Schema, mehrere juristische Vorgänge beziehungsweise Verfahren in den Vereinigten Staaten. |
| 249  | Chia        | XCH    | 2017      | Proof of Space and Time | |
| 2039 | Particl     | PART   | 2017      | PPoS/SHA256             | |
| 281  | EOS         | EOS    | 2017      | nein                    | Skalierbare Plattform der dritten Generation für Hochgeschwindigkeits-dApps (dezentrale Apps) und Smart-Contracts. Keine Transaktionsgebühren und ohne Mining, da Konsens durch delegated-Proof-of-Stake. Smart-Contract-Sprache: WebAssembly (Rust, C und C++), Blocktime: 500 ms.                                                                  |
| 44   | VeChain     | VET    | 2017      |                         | Blockchain-Plattform zur Optimierung von Lieferketten durch IoT-Integration und dezentrale Governance. |
| 94   | Bitcoin SV  | BSV    | 2009/2018 | SHA-256                 | Fork von Bitcoin Cash |
| 91   | Theta       | THETA  | 2018      | nein                    | Blockchainbetriebenes Netzwerk, das speziell für Videostreaming entwickelt wurde |
| -    | Petro       | PTR    | 2018      | nein                    | |
| 438  | Binance USD | BUSD   | 2019      | nein                    | Stablecoin, der 1:1 zum US-Dollar gehandelt wird. |
| 576  | MobileCoin  | MOB    | 2020      | Proof of Stake          | |
| 43   | $TRUMP      | TRUMP  | 2025      |                         | Von Donald Trump herausgegebener Meme-Coin |

## Legende
Marktkapitalisierung
Wert aller existierenden Einheiten, umgerechnet mit dem aktuellen Wechselkurs.
Anteil
Anteil der Marktkapitalisierung an der Marktkapitalisierung aller Kryptowährungen.
Mining
Gibt an, ob die Geldschöpfung durch Mining stattfindet und wenn ja, welcher Algorithmus benutzt wird.